# ブラックフット語
ブラックフット語（ブラックフットご、ブラックフット語: Siksiká (ᓱᖽᐧᖿ)、英: Blackfoot language）は、北アメリカ北西部の平野に住むアメリカインディアンのブラックフット族（自称：ニツィタピ）により話されている言語である。アルゴンキン語族に属する言語である。シクシカ語とも呼ばれる。
四つのグループに分かれており、そのうちの三つ：カルガリーの南東に位置するシクシカ族（英名：シクシカ）、カードストンとレスブリッジの間にあるカイナイ族（英名：ブラッド、カイナイの意味は多数の酋長）、そしてフォートマクロードの西に位置するアパトシピカ二族（英名：ノーザンピーガン）はカナダのアルバータに居住区があり、あとの一つは米国モンタナ州の北西に居住区があるアムスカピピカニ（英名サウザンピーガン）である。